# Edward Rzepka
Edward Rzepka (ur. 19 czerwca 1947 w Busku-Zdroju) – polski prawnik i polityk, adwokat, poseł na Sejm X i I kadencji (1989–1993).

## Życiorys
Ukończył w 1972 studia prawnicze na Uniwersytecie Jagiellońskim. Po odbyciu aplikacji rozpoczął praktykę w zawodzie adwokata, był sekretarzem Okręgowej Rady Adwokackiej w Kielcach. W latach 80. współpracował z opozycją demokratyczną, broniąc oskarżonych w różnych procesach politycznych. Był doradcą Regionu Świętokrzyskiego Niezależnego Samorządnego Związku Zawodowego „Solidarność”, współpracował z Komisją Interwencji i Praworządności NSZZ „S” oraz z Komitetem Helsińskim w Polsce. Był wiceprezesem Klubu Inteligencji Katolickiej w Kielcach.
Od 1989 do 1993 sprawował mandat posła na Sejm X kadencji z ramienia Komitetu Obywatelskiego oraz I kadencji z listy Porozumienia Obywatelskiego Centrum. W trakcie kadencji przystąpił do Partii Chrześcijańskich Demokratów oraz do klubu parlamentarnego Konwencja Polska. Pełnił też funkcję przewodniczącego Komisji Odpowiedzialności Konstytucyjnej.
W latach 1993–2001 był sędzią, a od 1997 również zastępcą przewodniczącego Trybunału Stanu. W 2001 bez powodzenia kandydował do Senatu z ramienia Bloku Senat 2001 w okręgu świętokrzyskim. Należał wówczas do Porozumienia Polskich Chrześcijańskich Demokratów, a następnie SKL-Ruch Nowej Polski (jako prezes świętokrzyskiego zarządu wojewódzkiego). W 2019 ubiegał się bezskutecznie o mandat senatora z ramienia Koalicji Obywatelskiej.
Brał udział w kilku głośnych procesach karnych, m.in. jako obrońca Henryka Długosza w tzw. aferze starachowickiej.
W 2009 odznaczony Krzyżem Oficerskim Orderu Odrodzenia Polski. W 2016 otrzymał Krzyż Wolności i Solidarności.